# Lilongwe
Lilongwe és la capital de Malawi Té una població de 989.318 segons el cens del 2018, davant d'una població de 674.448 el 2008. El 2020 aquesta xifra era d'1.122.000. Està situada a 13° 59′ S, 33° 47′ E / 13.983°S,33.783°E, a la regió central, vora el riu Lilongwe, prop de la frontera amb Moçambic i Zàmbia i al peu de la carretera principal que travessa Malawi de nord a sud i és un important centre econòmic i de transport per al centre de Malawi. Rep el nom del riu Lilongwe.

## Geografia
En comparació amb altres capitals africanes, Lilongwe és una ciutat políticament estable, segura i tranquil·la. Tot i tenir uns estàndards equiparables als de qualsevol ciutat occidental, la majoria de la població, provinent del camp, gaudeix de rendes molt baixes i molts estan a l'atur. La diferenciació social entre la major part dels ciutadans i la minoria formada pels funcionaris del govern i els residents estrangers és evident. Així i tot, els delictes a peu de carrer són inusuals, tot i que no és rar veure gent demanant.
Durant l'estació de pluges, entre octubre i abril, Lilongwe és humida i càlida. La resta de l'any, seca i polsegosa. Juny i juliol són mesos particularment freds i ventosos.
Lilongwe és un dels focus principals de l'epidèmia de sida a Malawi. De fet, un 20% de la població urbana és seropositiva. La regió central també té un greu problema de desforestació, que fa que els camperols abandonin les seves terres i acudeixin en massa a la ciutat, que creix molt ràpidament.
El centre urbà és modern i hi tenen la seu els grans bancs, les missions diplomàtiques, els hotels principals, les companyies aèries i les empreses estrangeres. A prop s'aixeca la ciutat vella, un barri comercial molt animat, on hi ha el mercat, les mesquites i l'estació d'autobusos. A la riba esquerra del riu és on hi ha els barris residencials de més nivell.
L'aeroport internacional de Kamuzu és a 35 km al nord de la ciutat.

### Clima
Lilongwe presenta un clima subtropical humit (Köppen: Cwa) que limita amb un clima subtropical de les terres altes (Köppen: Cwb), amb estius agradablement càlids i hiverns suaus. A causa de l'altitud, les temperatures són més baixes del que s'esperaria per a una ciutat situada als tròpics. Lilongwe té una curta temporada de monsons que va de desembre a març, un llarg hivern sec que cobreix d'abril a agost i un estiu càlid que dura de setembre a novembre. No obstant això, la ciutat té forts xàfecs durant el monsó, amb uns 20 mm de pluja en un mes durant els mesos més plujosos.

## Història
El petit poblet vora el riu Lilongwe va passar a ser un centre administratiu colonial britànic al començament del segle xx. A causa de la seva excel·lent situació sobre una cruïlla de camins (la carretera nord-sud i la que comunicava amb Rhodèsia del Nord, avui Zàmbia), Lilongwe va esdevenir la segona ciutat més gran de Malawi. El 1974 es va traslladar la capitalitat de l'estat des de Zomba (actualment la quarta ciutat del país). Des d'aleshores, si bé Lilongwe ha crescut molt, la major part de les activitats comercials i econòmiques de Malawi tenen lloc a Blantyre, la ciutat principal.
Lilongwe va ser creat per primera vegada com a boma pel líder local Njewa el 1902, i més tard es va convertir en un centre administratiu el 1904. A la dècada del 1920, la seva ubicació a la cruïlla de diverses carreteres principals va augmentar la seva importància com a centre de mercat agrícola per al fèrtil altiplà de la Regió Central.
Com a lloc comercial, Lilongwe va ser reconegut oficialment com a ciutat el 1947. Després d'aconseguir la independència, es va convertir cada cop més en un important centre comercial a la regió central de Malawi.
El 1965, el primer president de Malawi, Hastings Kamuzu Banda, el va seleccionar com a punt de creixement econòmic per al nord i el centre de Malawi.
Lilongwe es va convertir en la capital de Malawi el 1975, substituint l'anterior capital, Zomba. Les últimes oficines governamentals es van traslladar a Lilongwe el 2005.
Els projectes de desenvolupament dels anys 1970 i 1980 van incloure la construcció de l'aeroport internacional de Lilongwe, que dona servei a la ciutat; connexions ferroviàries amb Salima a l'est i la frontera amb Zàmbia a l'oest; zones industrials a la part nord de la ciutat; i un programa agrícola per a les fèrtils terres de tabac de l'altiplà de la Regió Central. La població de Lilongwe continua experimentant un ràpid creixement.
La població de la ciutat augmenta ràpidament, amb una taxa de creixement anual del 4,3%.

### Història de la planificació
El primer pla de Lilongwe es va publicar el 1955, abans que es pres la decisió de traslladar la capital de Zomba a Lilongwe el 1965. Els objectius de la mesura eren millorar l'eficiència del govern concentrant l'administració del govern central en una ciutat i estimular el desenvolupament a les regions central i nord mitjançant l'establiment d'un important punt de creixement al centre del país. Es van designar consultors per preparar el Pla Director de Lilongwe, que es va completar el 1968. Molts dels principis establerts en el Pla Director es van adoptar en plans posteriors. El primer d'ells va ser el Pla de zonificació de Lilongwe de 1969. Va ser elaborat per tal d'elaborar les recomanacions àmplies del Pla Director i modificar aquells aspectes que el Govern considerava inadequats.
El pla de zonificació de Lilongwe va guiar el desenvolupament inicial de la capital. Es va adoptar una forma urbana multicèntrica de línia per evitar els problemes de congestió que poden sorgir amb un únic nucli. L'objectiu era agrupar les zones residencials, laborals i de serveis al voltant de cada centre, per tal de reduir la necessitat de recórrer llargues distàncies. Hi havia quatre centres d'aquest tipus, i cadascun era el focus d'un sector de la ciutat.
(a) Centre comercial primari Old Town, que inclou els centres bessons establerts a l'àrea 2 (Bwalonjobyu) i l'àrea 3 (Kang'ombe)
(b) Centre de la ciutat, que dona servei al sector de Capital Hill
(c) Centre comercial primari de Kanengo a l'àrea 25/2 (Bvuguti)
(d) Centre comercial primari de Lumbadzi, basat en el centre comercial establert a l'àrea 53/2 (Kalimbakatha).
L'objectiu era aconseguir un desenvolupament equilibrat de l'habitatge, la indústria i el comerç, entre altres característiques. Una altra característica clau de la ciutat era el seu entorn de parc. Des del principi hi va haver la preocupació de crear un entorn d'alta qualitat amb uns nivells de vida amplis, com correspon a una ciutat capital.

A mitjans de la Dècada del 1970 es va pensar que hi hauria d'haver un pla nou i actualitzat que anés una mirada més àmplia al desenvolupament de la ciutat. El resultat va ser el Pla d'Estructura Urbana de Lilongwe de 1978. Això va incorporar canvis de límits i nous treballs de planificació a Lumbadzi i l'aeroport internacional de Kamuzu. El pla va ser la principal influència en la política de planificació.
L'any 1986 s'acabava l'etapa inicial de desenvolupament, la ciutat estava ben consolidada i el seu creixement futur estava assegurat. S'havia construït gran part de la xarxa viària i hi havia xarxes de subministrament d'aigua i electricitat. El desenvolupament urbà s'estava desenvolupant als quatre sectors de la ciutat. El sector de la Ciutat Vella estava pràcticament desenvolupat; el sector de Capital Hill estava aproximadament la meitat desenvolupat; i els sectors Kanengo i Lumbadzi estaven desenvolupats aproximadament una quarta part.
Es va establir el esquema de zonificació de Lilongwe que va indicar els diferents usos del sòl de la nova capital. Es va revisar l'esquema i es va ampliar l'àrea de la ciutat pròpiament dita incorporant l'àrea 56 i l'àrea 57. Llavors, l'àrea 58 es va afegir a la jurisdicció de la ciutat segons el cens de població i habitatges de 2008. L'esquema de zonificació de 1986 pretenia promoure el desenvolupament urbà regulat i l'ús adequat del sòl per al transport i altres finalitats. El Pla va ser vigent fins a l'any 2000, però no es va actualitzar després de l'any 2000 a causa de limitacions financeres, tècniques i de recursos humans.
En resposta a la sol·licitud oficial del Govern de Malawi (GoM), el Govern del Japó (GoJ) va decidir dur a terme un "Estudi del Pla Director de Desenvolupament Urbà de Lilongwe", que va ser confiat a l'Agència de Cooperació Internacional del Japó (JICA).), d'acord amb l'Acord de Cooperació Tècnica entre el GoM i el GoJ, signat el 15 de novembre de 2008. L'estudi va ser dut a terme conjuntament per un equip d'estudi de la JICA i l'agència homòleg de Malawi durant un període de catorze mesos des del juny del 2009 fins al setembre del 2010. El 20 de juliol de 2011, el ministre de Terres, Habitatge i Desenvolupament Urbà va aprovar l'informe sobre l'estudi del pla director de desenvolupament urbà de la ciutat de Lilongwe.
El Projecte de Pla Urbanístic i Gestió del Desenvolupament de la ciutat de Lilongwe està en procés d'execució des del novembre de 2012, amb el suport de JICA. Els experts de la JICA van ajudar l'Ajuntament de Lilongwe amb les revisions del Pla d'Estructura Urbana.
L'àrea de jurisdicció de la ciutat de Lilongwe, inclosa l'àrea 58, és 393 km² i té una població aproximada de 989.318 segons el Cens de Població i Habitatge de 2018. Malgrat que l'esquema de zonificació existent es va planificar per desenvolupar els quatre sectors de (1) Sector de la Ciutat Vella, (2) Sector Capital Hill, (3) Sector Kanengo i (4) Sector Lumbadzi, l'àrea urbana s'ha anat ampliant a les zones sud, sud-oest i oest del nucli antic de la ciutat. Els assentaments no planificats ocupats per colons il·legals s'han expandit a gairebé totes les zones. Algunes zones tenen problemes de colons il·legals que ocupen terrenys destinats al desenvolupament industrial i ús públic. Cal identificar i assegurar amb urgència una superfície de sòl important per al desenvolupament residencial previst.

## Política

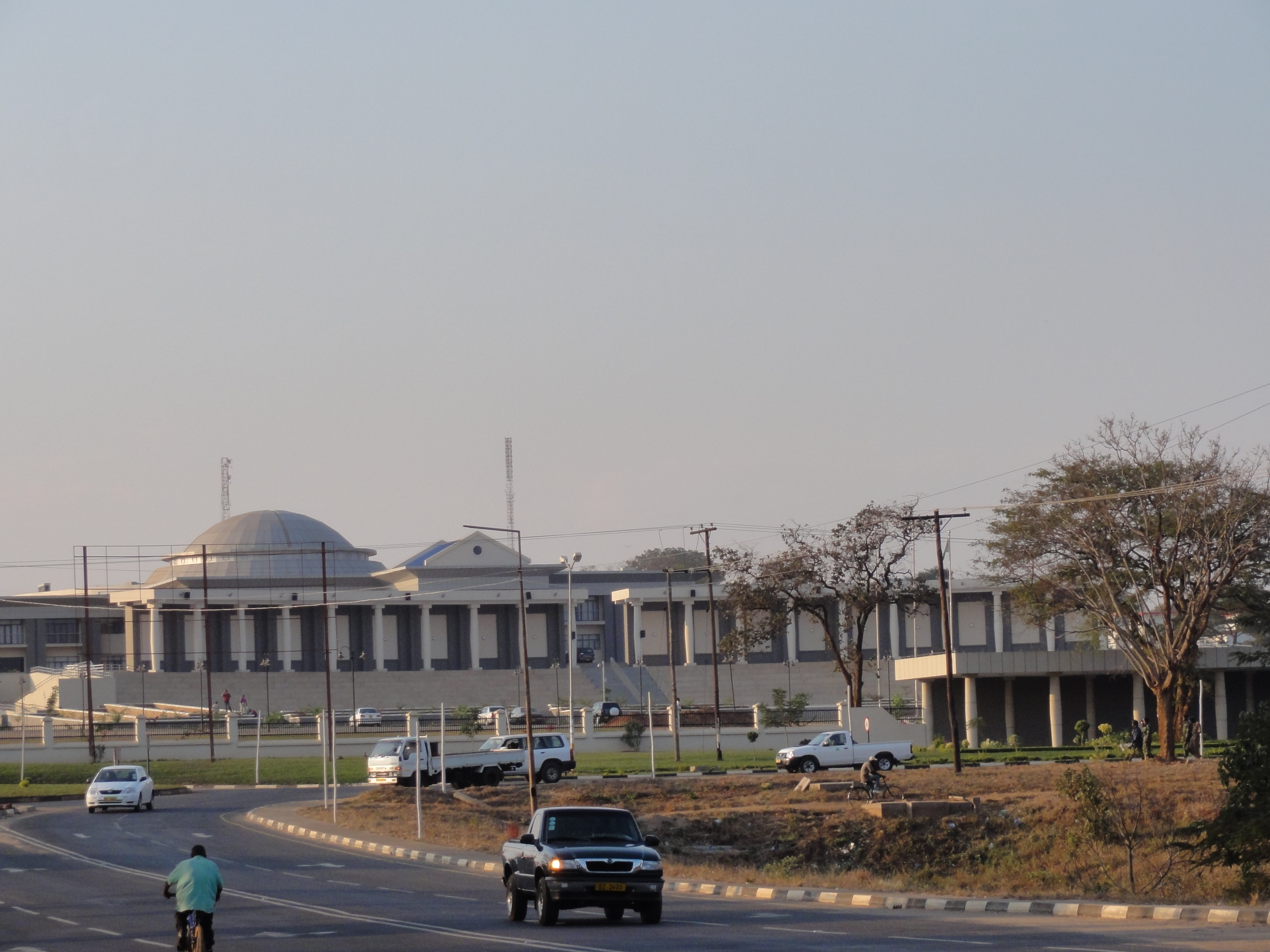
Assamblea Nacional.

### Govern Local
Lilongwe està governada per l'Ajuntament de Lilongwe, que està dominat pel Partit del Congrés de Malawi.

### Parlament
El parlament de Malawi és a Lilongwe.

## Demografia
| 1r setembre 1998 | 8 juny 2008 | 2012    | 3 setembre 2018 |
| 440.471          | 674.448     | 781.538 | 989.318         |

La població de la ciutat de Lilongwe ha passat de menys de 20.000 persones el 1966 a gairebé un milió de persones el 2018. Aquest ha estat un creixement notablement ràpid i ha provocat el desenvolupament de barris marginals al voltant de la ciutat.

### Grups ètnics
Segons el cens de 2018, el 42,28% de la ciutat de Lilongwe eren chewa, que formaven el grup ètnic més gran. El grup minoritari ètnic més gran de la ciutat eren els ngoni, que comprenien el 17,13% de la població. Altres ètnies menors eren lomwe amb un 14,48% de la població, wa yao amb un 12,11%, Tumbuka amb un 6,46%, Mang'anja amb un 1,86%, sena amb un 1,78%, tonga amb un 1,56%, nyanja amb un 0,67%, nkhonde amb un 0,63%, Lambya amb un 0,35%, sukwa amb només un 0,04% i uns quants altres grups ètnics que comprenen el 0,64% de la població.

### Religió
La denominació religiosa més gran de la ciutat de Lilongwe és l'Església presbiteriana d'Àfrica Central amb un 23,15%. La religió minoritària més gran de la ciutat és el catolicisme amb un 17,28%. Altres religions minoritàries són l'adventista del setè dia, baptista i apostòlica amb un 10,35% combinat, pentecostal amb un 8,6%, anglicana amb un 2,31%, altres confessions cristianes amb un 21,67%, islam amb un 11,12%, tradicional amb un 0,34%, altres religions amb un 338%, i agnòstics amb l'1,73% de la població.

## Economia

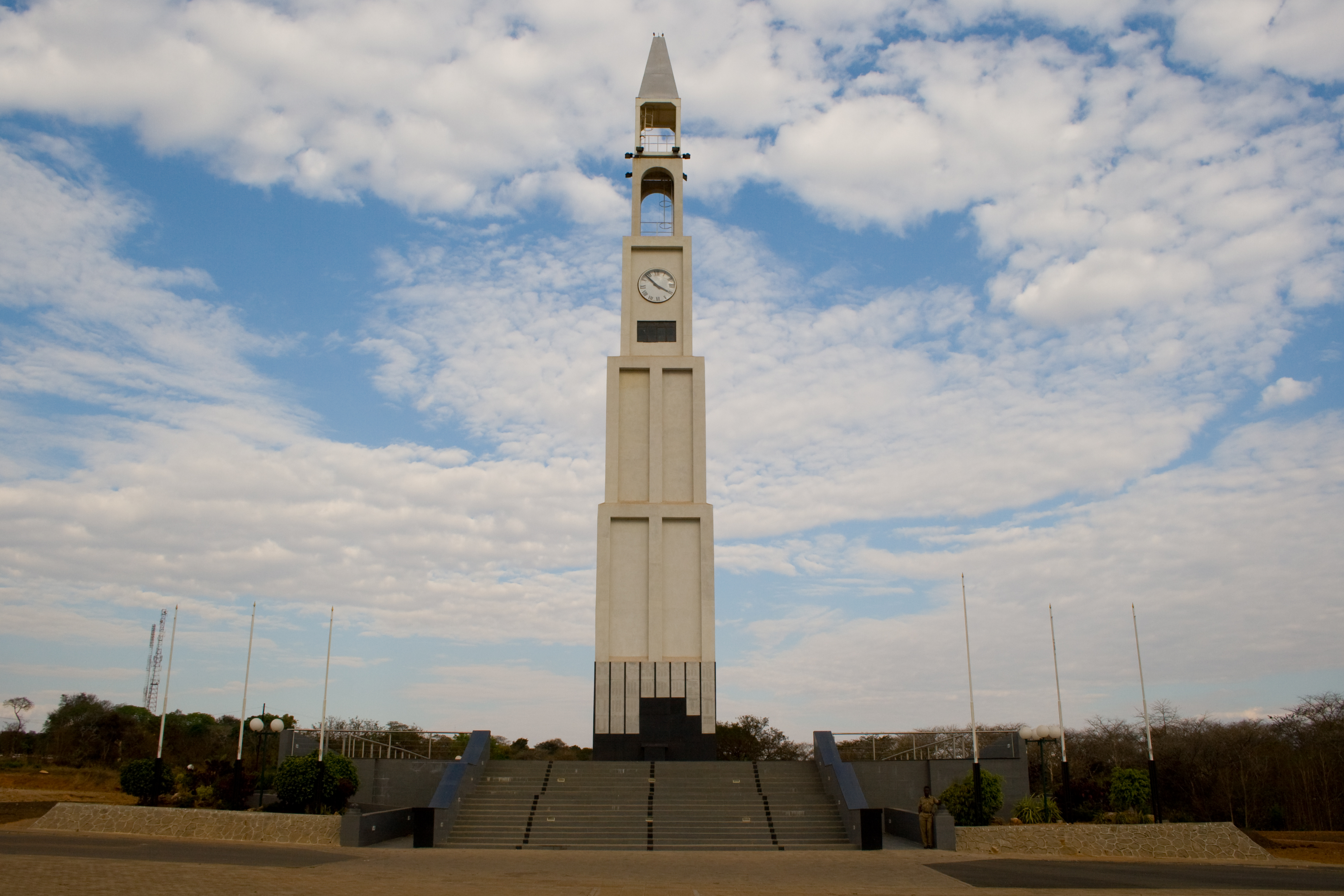
King's African Rifles War Memorial, centre de Lilongwe

Mentre que Blantyre és la capital comercial de Malawi, l'economia de Lilongwe està dominada pel govern i les institucions públiques. Kanengo, al nord de la ciutat, és la principal zona industrial, on es desenvolupa la transformació d'aliments, l'emmagatzematge i venda de tabac, l'emmagatzematge de blat de moro i altres activitats relacionades amb la indústria lleugera. Les finances, la banca, el comerç al detall, la construcció, el transport, l'administració pública, el turisme i la fabricació de tabac són les principals activitats econòmiques de la ciutat. El 76% de la població de Lilongwe viu en assentaments informals, mentre que la pobresa és del 25% i l'atur al 16%. La funció pública dona feina al voltant del 27% de tots els treballadors formals, mentre que el 40% treballa al sector privat i el 2% són autònoms.